# 橋本晃和
橋本 晃和（はしもと あきかず、1941年 - ）は、日本の政治学者。専門は計量政治学、現代政治論、意識調査論。
1975年、『支持政党なし』（日経新書）を出版。以降、無党派層の研究に注力。
2003年より、沖縄の基地問題や日米同盟のあり方について継続的に研究。

## 経歴
- 1941年　和歌山県和歌山市生まれ
- 1966年　慶應義塾大学経済学部卒業
- 1971年　慶應義塾大学大学院法学研究科博士課程修了
- 1972年　橋本リサーチコーポレーションを主宰。官庁の委託調査に携わる[4]
- 1985年　帝京大学文学部社会学科助教授
- 1990年　帝京大学文学部社会学科教授
- 1997年　政策研究大学院大学（GRIPS）開学と同時に教授就任[5]
- 2007年　桜美林大学大学院客員教授
- 2008年　財団法人地球共生ゆいまーる（沖縄県許認可、現：一般財団法人）を設立し理事長に就任
- 2010年　桜美林大学大学院特任教授

## 著書（単著）
- 『支持政党なし　－崩れゆく"政党"神話－』　1975年　日経新書
- 『情報化中間大衆の時代　－新大衆が蘇る！ニュースメディア時代の人間の読み方－』　1987年　御茶の水書房　ISBN 9784275007278
- 『民意の政治改革　－民主主義は問われている－』　1992年　勁草書房　ISBN 9784326932511
- 『新・無党派が政治を変える　－新版 民意の政治改革－』　1994年　勁草書房　ISBN 9784326351107
- 『民意政治学　－「五五年体制」後への道程－』　1995年　勁草書房　ISBN 9784326300860
- 『「新・無党派」の正体　－"支持政党なし"をどう読むか－』　1995年　東洋経済新報社　ISBN 9784492210758
- 『民意の主役 無党派層の研究』　2004年　中央公論新社　ISBN 9784120035333
- 『「普天間」を終わらせるために　－終わらない最大の元凶は本土の沖縄に対する「差別」的意識と無関心－』　2014年　桜美林学園出版部　ISBN 9784905007036
- 『「沖縄・普天間」究極の処方箋』　2017年　潮出版社　ISBN 9784267020780

## 著書（共著、共編）
- 『中台関係・日米同盟・沖縄：その現実的課題を問う：沖縄クエスチョン2006』　2007年　日本之書房　共同編集：橋本 晃和、マイク・モチヅキ、高良 倉吉　ISBN 9784885821455
- 『日米中トライアングルと沖縄クエスチョン　─安全保障と歴史認識の共有に向けて─ 』　　2010年　日本之書房　共同編集：橋本 晃和、マイク・モチヅキ、高良 倉吉　ISBN 9784885821691
- 『沖縄ソリューション』　2015年　桜美林学園出版部　共著：マイク・モチヅキ　特別寄稿：高良 倉吉　ISBN 9784905007043